# Elecciones generales de Alemania Oriental de 1986

Las Elecciones generales de Alemania Oriental de 1986 se celebraron el 8 de junio de 1986. Se eligieron un total de 500 diputados a la Volkskammer, siendo todos ellos candidatos de la lista única del Frente Nacional. Se postularon 703 candidatos del Frente, siendo elegidos 500, mientras que 203 se eligieron como diputados suplentes. En su primera sesión el 16 de junio, la Volkskammer reeligió a Willi Stoph como Presidente del Consejo de Ministros, mientras que Erich Honecker, Secretario General del Partido Socialista Unificado de Alemania, fue también reelegido presidente del Consejo de Estado.
De los 12 434 444 de electores inscritos, 12 402 013 (99,74%) votaron, con 12 392 094 (99,94%) votos emitidos para los candidatos del Frente Nacional y 7512 (0,06%) en contra de los candidatos del Frente. 2407 papeletas fueron invalidadas.

## Resultados
| Partido/Grupo | Partido/Grupo                                 | Acrónimo | Escaños |
| ------------- | --------------------------------------------- | -------- | ------- |
|               | Partido Socialista Unificado de Alemania      | SED      | 127     |
|               | Federación Alemana de Sindicatos Libres       | FDGB     | 61      |
|               | Unión Demócrata Cristiana                     | CDU      | 52      |
|               | Partido Liberal Democrático de Alemania       | LDPD     | 52      |
|               | Partido Democrático Campesino de Alemania     | DBD      | 52      |
|               | Partido Nacional Democrático de Alemania      | NDPD     | 52      |
|               | Juventud Libre Alemana                        | FDJ      | 37      |
|               | Federación Democrática de Mujeres de Alemania | DFD      | 32      |
|               | Asociación Cultural de la RDA                 | KB       | 21      |
|               | Asociación de Ayuda Mutua Campesina           | VdgB     | 14      |